# (8995) Rachelstevenson
(8995) Rachelstevenson est un astéroïde de la ceinture principale.

## Description
(8995) Rachelstevenson est un astéroïde de la ceinture principale. Il fut découvert le 1er mars 1981 à Siding Spring par Schelte J. Bus. Il présente une orbite caractérisée par un demi-grand axe de 2,61 UA, une excentricité de 0,17 et une inclinaison de 12,7° par rapport à l'écliptique.

## Compléments